# Rudolf VI (margrabia Badenii)
Rudolf VI nazywany Długim (zm. 21 marca 1372 r.) – margrabia Badenii od 1353 r. z rodu Zähringen (początkowo ze stryjem Rudolfem V).

## Życiorys
Rudolf był jedynym synem margrabiego Badenii Fryderyka III i Małgorzaty, córki margrabiego Badenii (kuzyna ojca) Rudolfa Hesso. W 1353 r. odziedziczył dobra ojca, a w 1361 r. stryja Rudolfa V, w ten sposób po długim okresie rozbicia zjednoczył w ręku wszystkie ziemie margrabiów badeńskich.
Żoną Rudolfa była Matylda, córka Jana III Ślepego, hrabiego Sponheim-Starkenburg. Ich dziećmi byli:
- Rudolf VII, margrabia Badenii,
- Bernard I, margrabia Badenii,
- Matylda, żona Henryka X, hrabiego Henneberg-Schleusingen,
- Katarzyna, żona Jana z Lichtenbergu,
- Rudolf,
- Rudolf.